# Pipridae
Pipridae là một họ chim trong bộ Passeriformes.
Nhóm này chứa khoảng 60 loài phân phối khắp các vùng nhiệt đới Mỹ. 

## Mô tả
Chúng có kích thước 7–15 cm (2,8–6 in) và trọng lượng 8-30 g (0,28-1,1 oz). Các Tyranneutes chi bao gồm các thành viên nhỏ nhất, chi Antilophia được cho là lớn nhất (do các chi Schiffornis là manakins không còn xem xét). Chúng là những con chim mập nhỏ gọn với đuôi ngắn, đôi cánh rộng và tròn, và đầu to. Mỏ ngắn và có một khoảng cách lớn. Chim trống và chim mái trong năm đầu tiên có bộ lông màu xanh lá cây xỉn; hầu hết các loài đều có lưỡng hình giới tính trong bộ lông của mình, chim trống chủ yếu là màu đen với màu sắc nổi bật trong các mảng nổi bật, và trong một số loài có dài, có đuôi đuôi dài sặc sỡ hoặc lông chỏm đầu hoặc lông họng dựng lên. Ở một số loài, chim trống từ hai đến bốn tuổi có bộ lông gần trưởng thành.